# Джулинська сільська рада
| Джулинська сільська рада — колишній орган місцевого самоврядування у Бершадському районі Вінницької області з адміністративним центром у с. Джулинка. Сільраді були підпорядковані населені пункти: - с. Джулинка - с. Берізки-Бершадські |

## Склад ради
Рада складалася з 24 депутатів та голови.

## Керівний склад сільської ради
| ПІБ                    | Основні відомості                                                                 | Дата обрання | Дата звільнення |
| ---------------------- | --------------------------------------------------------------------------------- | ------------ | --------------- |
| Швець Петро Васильович | Сільський голова, 1967 року народження, освіта, член Народно-демократичної партії | 26.03.2006   | 31.10.2010      |
| Швець Петро Васильович | Сільський голова, 1967 року народження, освіта вища                               | 31.10.2010   |                 |

Примітка: таблиця складена за даними джерела

## Історія
20 лютого 1960 Берізко-Бершадська і Джулинська сільські ради об'єднані в одну Джулинську сільську раду з центром в селі Джулинка.